# Closteroviridae
Famille
Les Closteroviridae sont une famille de  virus de l'ordre des Martellivirales qui comprend quatre genres acceptés par l'ICTV et 56 espèces, dont sept non affectées à un genre.
Ce sont des virus à ARN linéaire à simple brin à polarité positive, qui infectent des plantes, principalement des dicotylédones (phytovirus). La famille est rattachée au groupe IV de la classification Baltimore .
Cette famille de virus se distingue par ses particules, ou virions, très longs et très flexueux, à symétrie hélicoïdale, de 950 à 2000 nm de long et de 10 à 13 nm de diamètre.
Le génome, qui est l'un des plus importants parmi les virus de la classe IV (jusqu'à 20 kb), est monopartite  (Ampelovirus, Closterovirus et Velarivirus) ou bipartite (Crinivirus), ou tripartite (Potato yellow vein crinivirus, PYVV).
Les virus de la famille des Closteroviridae sont généralement limités au phloème et induisent des agrégats cytoplasmiques spécifiques de particules virales entremêlés avec des vésicules membraneuses dérivées du réticulum endoplasmique et éventuellement des mitochondries. 
La transmission de ces virus se fait par des insectes vecteurs : pucerons, aleurodes, cochenilles farineuses (Pseudococcidae) ou cochenilles molles (Coccidae), selon un mode semi-persistant. La transmission expérimentale par inoculation mécanique est très difficile, voire impossible, et la transmission par graines est inconnue.

## Caractéristiques
Les virions sont des particules filamenteuses non enveloppées, flexueuses et exceptionnellement longues d'environ 950 à 2200 nm de longueur et 10 à 13 nm de diamètre. Le corps du virion est assemblé par la protéine de capside majeure (CP) et la queue par la protéine de capside mineure (CPm).

## Liste des genres et espèces non classées
Selon NCBI (19 janvier 2021) :
- genres
  - Ampelovirus
  - Closterovirus
  - Crinivirus
  - Velarivirus
- espèces non classées :
  - Actinidia virus 1
  - Alligatorweed stunting virus
  - Blueberry virus A
  - Megakepasma mosaic virus
  - Mint vein banding-associated virus
  - Olive leaf yellowing-associated virus
  - Persimmon virus B